# Contea di St. Clair (Alabama)
La contea di St. Clair, in inglese St. Clair County, è una contea dello Stato dell'Alabama, negli Stati Uniti. La popolazione al censimento del 2000 era di 64.742 abitanti. I capoluoghi di contea sono Ashville e Pell City.
Si tratta dell'unica contea in Alabama ad avere due capoluoghi.

## Geografia fisica
La contea si trova nella parte centro-orientale dell'Alabama. Lo United States Census Bureau certifica che l'estensione della contea è di 1.693 km², di cui 1.641 km² composti da terra e i rimanenti 52 km² composti di acqua.
La contea si trova all’estremità meridionale della catena montuosa degli Appalachi ed è divisa dal monte Backbone. La contea fa parte della sezione fisiografica della Valley and Ridge. Le valli sono composte da fertili suoli calcarei, mentre le dorsali sono costituite da suoli acidi e sabbiosi che ospitano aree boscose formate da querce e pini. Il fiume Coosa scorre lungo il confine orientale.

### Contee confinanti
- Contea di Etowah - nord-est
- Contea di Calhoun - est
- Contea di Talladega - sud-est
- Contea di Shelby - sud-ovest
- Contea di Jefferson - ovest
- Contea di Blount - nord-ovest

### Laghi e fiumi
La contea comprende i seguenti laghi e fiumi:
| Laghi | Fiumi |
| --- | --- |
| - Avondale Lake - Golden Lake - Purvis Lake - Howell Lake - Baptist Camp Lake - Harbert Lake - Chandler Mountain Lake - Browns Lake | - Leather Creek - Fishing Creek - Bridge Creek - Jake Creek - Turkey Branch - Stewarts Head Creek - Broken Arrow Creek - Double Branch - Stovall Branch |

## Storia
La contea di St. Clair fu costituita il 20 novembre 1818 da parte della contea di Shelby. Il nome le è stato dato in onore al generale Arthur St. Clair della Pennsylvania. Dal 1821 al 1907, Ashville fu l’unico capoluogo della contea. Poiché il monte Backbone divide la contea di St. Clair, molti residenti della parte meridionale avevano difficoltà a raggiungere Ashville. Nel 1901, la nuova Costituzione dell’Alabama stabilì che Pell City fungesse da sede giudiziaria per il distretto meridionale della contea. Un emendamento costituzionale del 1907 designò Pell City, chiamata così in onore del primo colono George H. Pell, come secondo capoluogo. Sebbene sia Ashville sia Pell City gestiscano le attività amministrative della contea, la commissione della contea si riunisce ad Ashville.
Il 27 aprile 2011, una tempesta di vaste proporzioni, che generò numerosi tornado di grande potenza, colpì il sud-est degli Stati Uniti. In Alabama persero la vita oltre 250 persone, tra cui 16 nella contea di St. Clair.

## Principali strade ed autostrade
- Interstate 20
- Interstate 59
- U.S. Highway 11
- U.S. Highway 78
- U.S. Highway 231
- U.S. Highway 411
- U.S. Highway 431
- State Route 23
- State Route 34

## Società

### Evoluzione demografica
Abitanti censiti (migliaia)

## Comuni[9]
- Argo - city[10]
- Ashville (capoluogo) - city
- Leeds - city[10][11]
- Margaret - city
- Moody - city
- Odenville - city
- Pell City (capoluogo) - city
- Ragland - town
- Riverside - city
- Springville - city
- Steele - town
- Trussville - city[10]
- Vincent - town[11]